# Universitat Nacional Autònoma de Mèxic
La Universitat Nacional Autònoma de Mèxic (en castellà: Universidad Nacional Autónoma de México, UNAM) és la universitat pública més prestigiosa de Mèxic i la més antiga d'Amèrica.
Va ser fundada el 1910 amb el nom d'Universitat Nacional de Mèxic. El 2007, el seu Campus Central fou declarat Patrimoni de la Humanitat per la UNESCO. El 2009 tenia 300.000 estudiants, més de 30.000 professors i 450 anys d'història.
El 23 d'octubre de 2009, la UNAM va ser reconeguda amb el Premi Príncep d'Astúries, en la categoria de Comunicació i Humanitats, per l'impuls de diversos corrents del pensament humanístic i democràtic, convertint-se en la primera universitat pública del món en rebre aquest guardó.
En el Rànquing de Xangai de 2021 estava classificada entre la 201 i la 300 del món, i en el QS World University Rankings 2022 era considerada classificada en el lloc 105 del món.

## Història
Va ser fundada el 1551, amb el nom Real y Pontificia Universidad de México. Va inaugurar els seus cursos el 25 de gener de 1553 quan era virrei de la Nova Espanya Luis de Velasco i Ruiz de Alarcón, i a partir del 1595 es va convertir en «Reial i Pontifícia», mitjançant butlla concedida pel papa Climent VIII.
El 1778 es van iniciar els estudis de Cirurgia i el 1792 els de Mineria. El 1794 es van establir els estudis de les Belles Arts.
El 1910 va ser fundada com a Universitat Nacional de Mèxic a partir del projecte de promoció de Justo Sierra Méndez (1848-1912), escriptor i polític mexicà.
El 1929 va obtenir l'autonomia administrativa del govern, fet que li va permetre la llibertat de definir el seu propi pla d'estudis i gestionar el seu propi pressupost sense interferències governamentals, potenciant la seva llibertat i independència acadèmiques.
També va ser el bressol del moviment estudiantil de 1968 que es va convertir en una rebel·lió nacional contra el govern autocràtic i va iniciar Mèxic en una odissea de tres dècades cap a la democràcia.
El 1968 va ser una seu dels Jocs Olímpics d'Estiu de 1968 en el seu campus principal Campus central de la Universitat Nacional Autònoma de Mèxic, inscrit com a Patrimoni de la Humanitat per la UNESCO. En aquest mateix any, juntament amb el COO, va realitzar el Primer Congrés Internacional de Dret de l'Esport on algunes de les conclusions van ser: prohibir el dopatge a l'esport, exhortar a la no interferència del moviment esportiu internacional per raons polítiques, considerar l'estudi i la pràctica de l'esport un dret de la infantesa i la joventut i portar l'esport als camperols.
El juny de 2009 fou guardonada amb el Premi Príncep d'Astúries de Comunicació i Humanitats per [esdevenir] el model acadèmic i formatiu per a moltes generacions d'estudiants de diversos països i nodrir l'àmbit iberoamericà de valuosíssims intel·lectuals i científics.
El 2011 va publicar una antologia de contes catalans amb catorze autors inclosos a l'antologia de narrativa catalana com Mercè Rodoreda, Salvador Espriu, Pere Calders, Joan Perucho, Jesús Moncada i Carme Riera.
El 2015 va anomenar doctors honoris causa als catalans l'antropòleg i sociòleg Roger Bartra i al que va ser president de la UNESCO Federico Mayor Zaragoza.

## Escut
El logotip de la universitat va ser dissenyat per José Vasconcelos l'any 1920, ideòleg de la identitat panamericana i de la cultura mexicana. Com a rector de la universitat, va expressar la importància d'acabar amb l'opressió i els sagnants enfrontaments d'abans, sent els nous camps de batalla els de la cultura i l'educació, com a mitjans per aconseguir una nova era d'unificació dels llatinoamericans. Va imprimir aquesta visió al segell de la universitat, amb una àguila mexicana i un còndor andí, formant una àguila de dos caps recolzada per una al·legoria de volcans i cactus (una referència al mite fundacional de Tenochtitlán). A la part central de l'escut hi ha el mapa d'Amèrica Llatina, que va des de la frontera nord de Mèxic fins al cap d'Hornos. Emmarcant aquest mapa hi ha la frase «Per al meu poble l'esperit parlarà». A la part superior del segell hi ha una cinta que diu «Universitat Nacional Autònoma de Mèxic».

## Premis Nobel
Els Premis Nobel mexicans van estudiar a l’UNAM:
- Alfonso García Robles (premi Nobel de Pau, 1982. Va estudiar dret a l’UNAM)
- Octavio Paz (Premi Nobel de Literatura, 1990. Va estudiar la carrera de dret i filosofia a la UNAM, no aconseguint concloure els seus estudis)
- Mario J. Molina (Premi Nobel de Química, 1995. Va estudiar la carrera d'enginyer químic a la UNAM)

## Patrimoni de la Humanitat
El 2007, el seu Campus Central fou declarat patrimoni de la Unesco. Al mur sud de l'edifici de la Rectoria es troba el mural de 1956 de l’artista David Alfaro Siqueiros «El poble a la Universitat, la Universitat al poble. Per una cultura nacional neohumanista de profunditat universal», una esculptopintura de relleu en estructures de ferro revestides de ciment cobertes amb mosaics de vidre, de 304,15 m².